# Petrovice (Miličín)
Petrovice (Duits: Petrowitz of Petrowitz bei Miltschin) is een Tsjechische plaats in de gemeente Miličín, regio Midden-Bohemen, en maakt deel uit van het district Benešov. Het dorp ligt op 4,5 kilometer afstand van Miličín.
Petrovice telt 69 inwoners (2021).

## Geografie
Petrovice ligt in een bosrijke omgeving, vlak bij de grens met Zuid-Bohemen (district Tábor). Door het dorp stroomt de Novoveskýbeek (Duits: Wiesenbach of Neudorfer Bach), die bij Mladá Vožice uitmondt in de rivier de Blanice.

## Geschiedenis
De eerste schriftelijke vermelding van het dorp dateert van 1318. Petrovice was in eerste instantie een zelfstandig landgoed, omringd door dat van Mladá Vožice, eigendom van de familie Küenburg. Petrovice omvatte het gebied van Miličín tot aan Mladá Vožice en verder naar het oosten. Van het einde van de 16e eeuw tot 1718 maakte Petrovice deel uit van Nemyšl. De voorlaatste eigenaar van Petrovice (van 1829 tot 1911) was de familie Pech uit Praag. Josef Karel Pech was algemeen directeur was van de Tsjechische spaarbank. In 1848 werd Petrovice - ondanks het privé-eigendom - wel tot zelfstandige gemeente benoemd. Het zou deze titel behouden tot 1 januari 1980, toen de gemeente werd samengevoegd met Miličín. Tot en met het opheffen van de gemeente behoorden ook de dorpen Kahlovice, Nasavrky en Nové Dvory tot Petrovice.
In 1960 werd Petrovice ondergebracht in het district Benešov.

## Kasteel
In Petrovice stond een barok kasteel met park en agrarische gebouwen, dat van 1958 tot 2016 tot het onroerend cultureel erfgoed behoorde. Het kasteel werd rond 1725 in opdracht van František Leopold Voračický z Paběnice gebouwd en verving een ouder fort. Architectonisch bestond het uit twee vleugels, een mansardedak en toren met kapel. De hoofdingang van het kasteel bevond zich in de vleugel die naar de binnenplaats was gericht. Op de binnenplaats stonden een koeien- en paardenstal, schaapskooi, twee schuren, brouwerij met eigen mouterij, distilleerderij en zaagmolen. Elders op het complex waren ook nog een hoeve en steenbakkerij te vinden. Ook de hoeve in Nové Dvory was in eigendom van het kasteel.
In 1911 werd dr. Ing. Karel Bachrach, voorzitter van de Coöperatie van Landbouwdistilleerderijen te Praag, eigenaar van het kasteel. Na de landhervorming bezat Bachrach 177 hectare akker, 17 hectare tuin, 4 hectare weiland, 100 hectare bos en 3 hectare meer. In de villa in het kasteelpark was een school met lerarenwoning gesitueerd. Bachrach overleed in 1939 in de gevangenis van de Gestapo in Tábor, waarna het kasteel in verval raakte. In de jaren 80 kwam het kasteel in handen van de gemeente, maar het niet restaureerde, op een noodreparatie in 2005 na.
Door de bouwvallige staat werd in 2019 overgegaan tot sloop.

## Voorzieningen
Petrovice had in het verleden de beschikking over een postkantoor, kruidenierswinkel. basisschool en huisartsenpraktijk. Anno 2025 zijn er nog wel een dorpshuis, herberg, twee kleine brandweerkazernes en een kleine bibliotheek te vinden.

## Verkeer en vervoer

### Autowegen
Er leiden regionale wegen naar het dorp.

### Spoorlijnen
Er is geen station in Petrovice. Het dichtstbijzijnde station is in Mezno, op zes kilometer afstand. Dat station ligt aan spoorlijn 220 (Praag -) Benešov - Tábor - České Budějovice. Het station werd, tezamen met de spoorlijn, in 1871 geopend.

### Buslijnen
Er zijn twee bushaltes in het dorp:
| Halte              | Lijn(en) | Traject(en)                                | Vervoerder(s) |
| ------------------ | -------- | ------------------------------------------ | ------------- |
| Miličín, Petrovice | 459 568  | Miličín - Mladá Vožice Miličín - Střezimíř | CŠAD Benešov  |
| Miličín, Loučka    | 568      | Miličín - Střezimíř                        | CŠAD Benešov  |

## Bezienswaardigheden
- Dorpskapel;
- Monumentale klokkentoren;
- Museum České Sibiře.

## Galerij

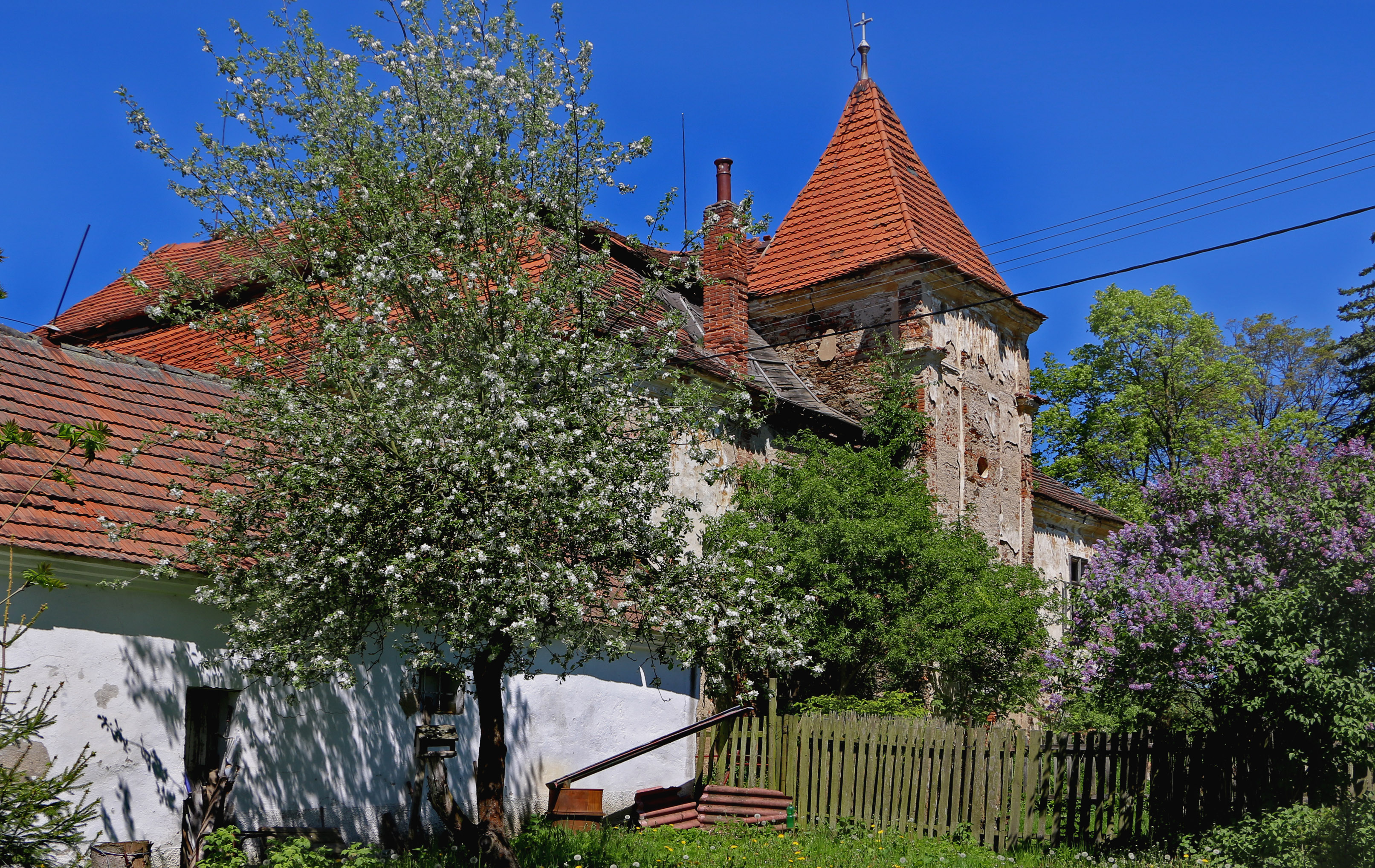
Voormalig kasteel (2017)
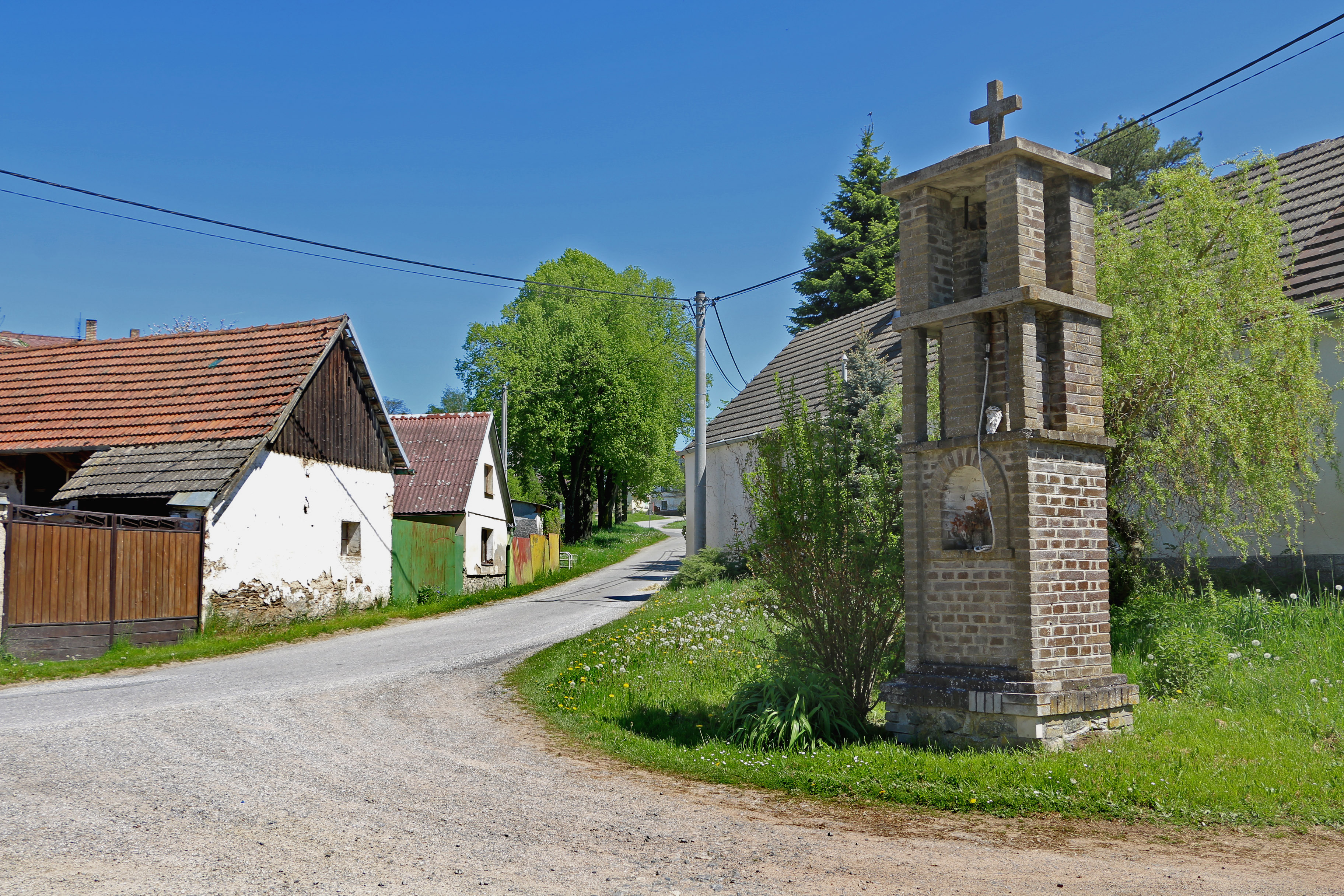
Monumentale klokkentoren (2017)
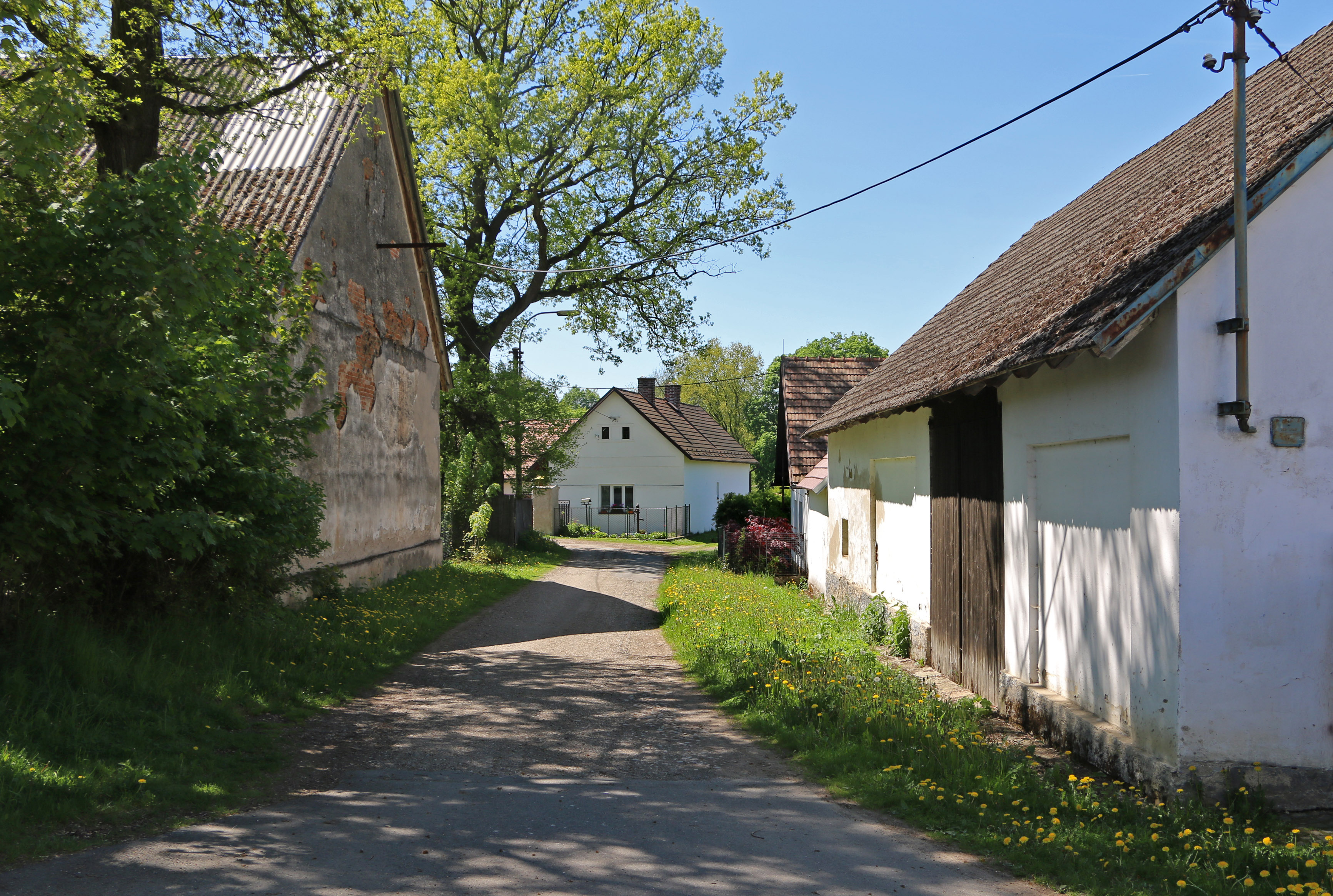
Zijstraat in het dorp (2017)
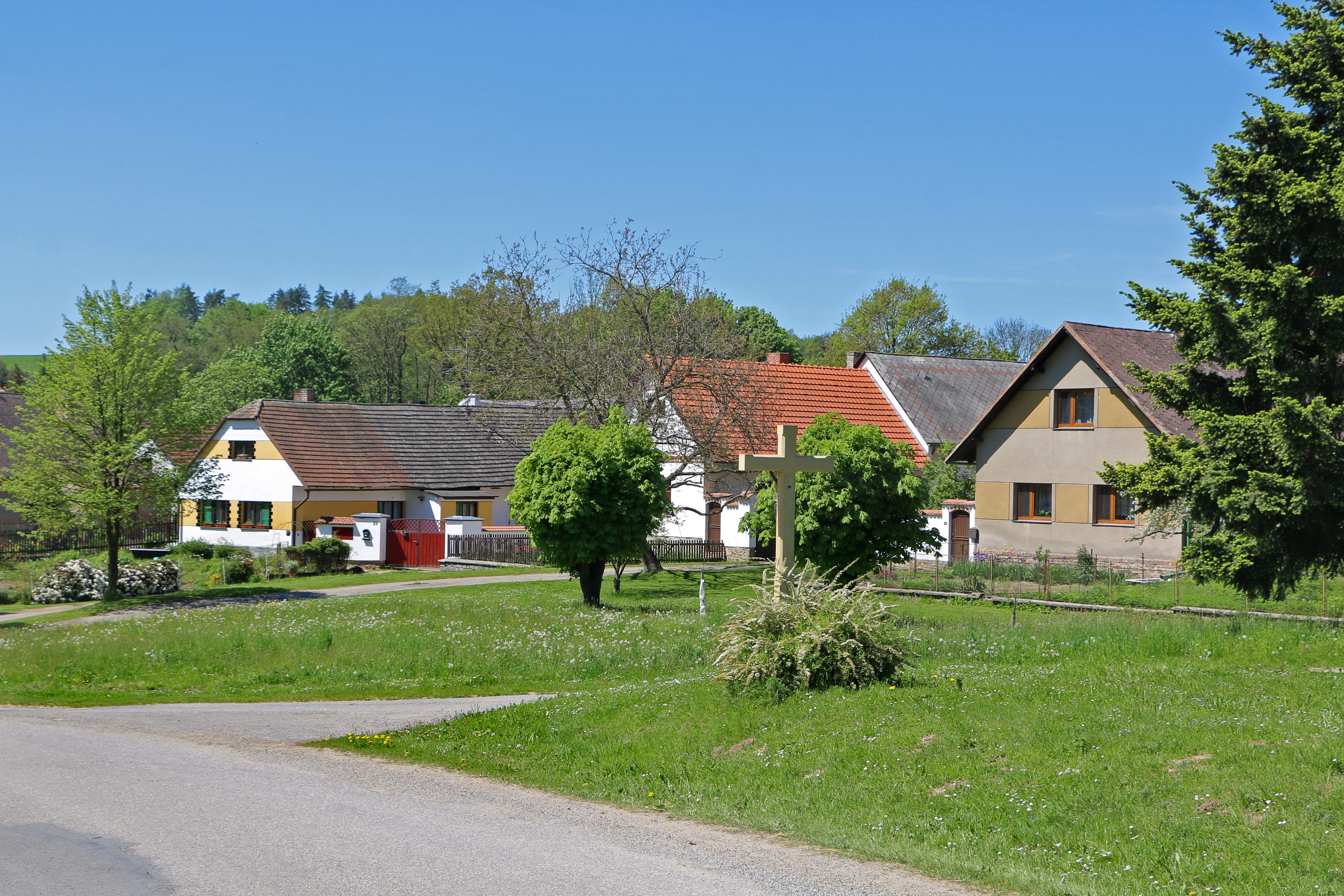
Huizen in het dorp (2017)
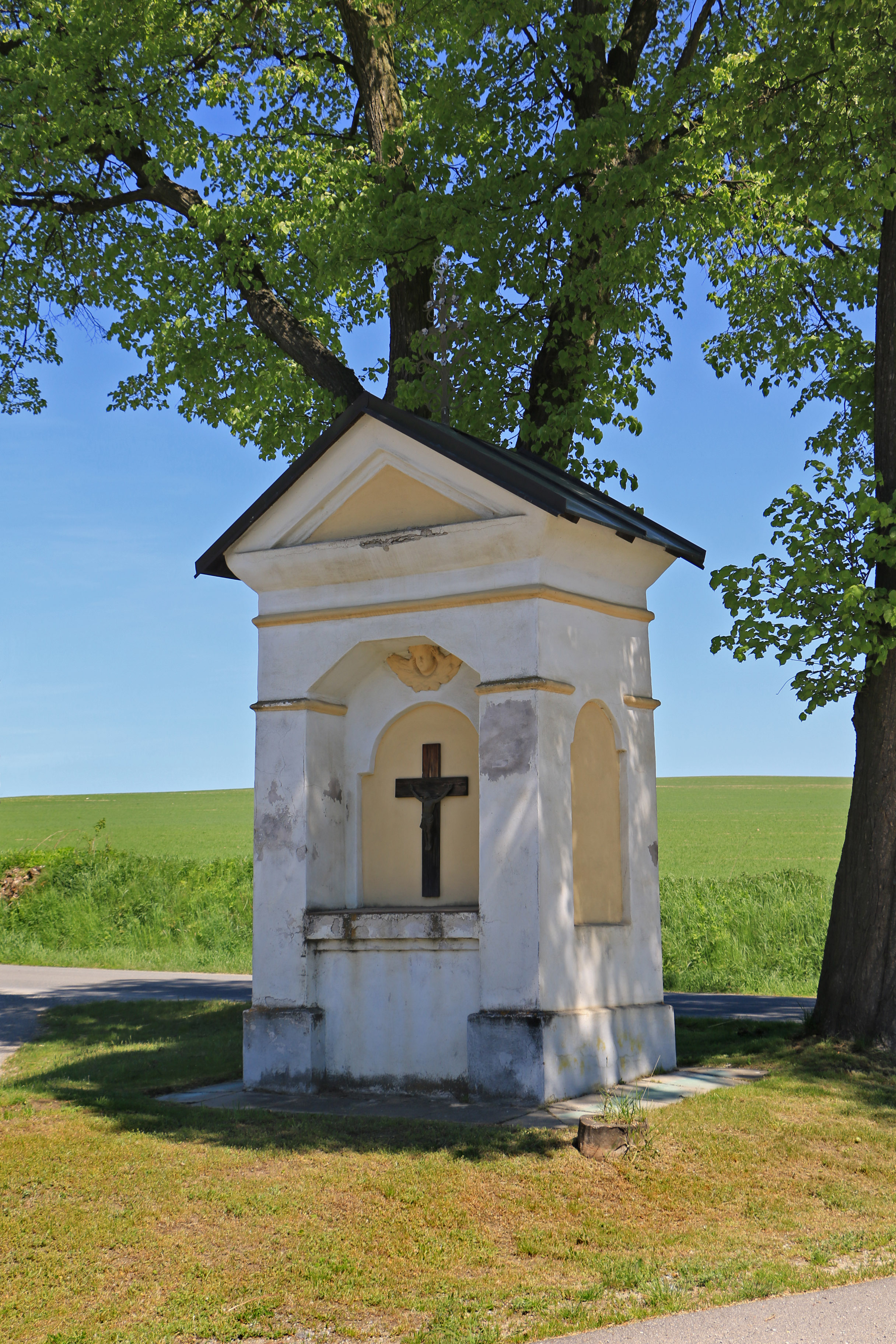
Dorpskapel (2017)
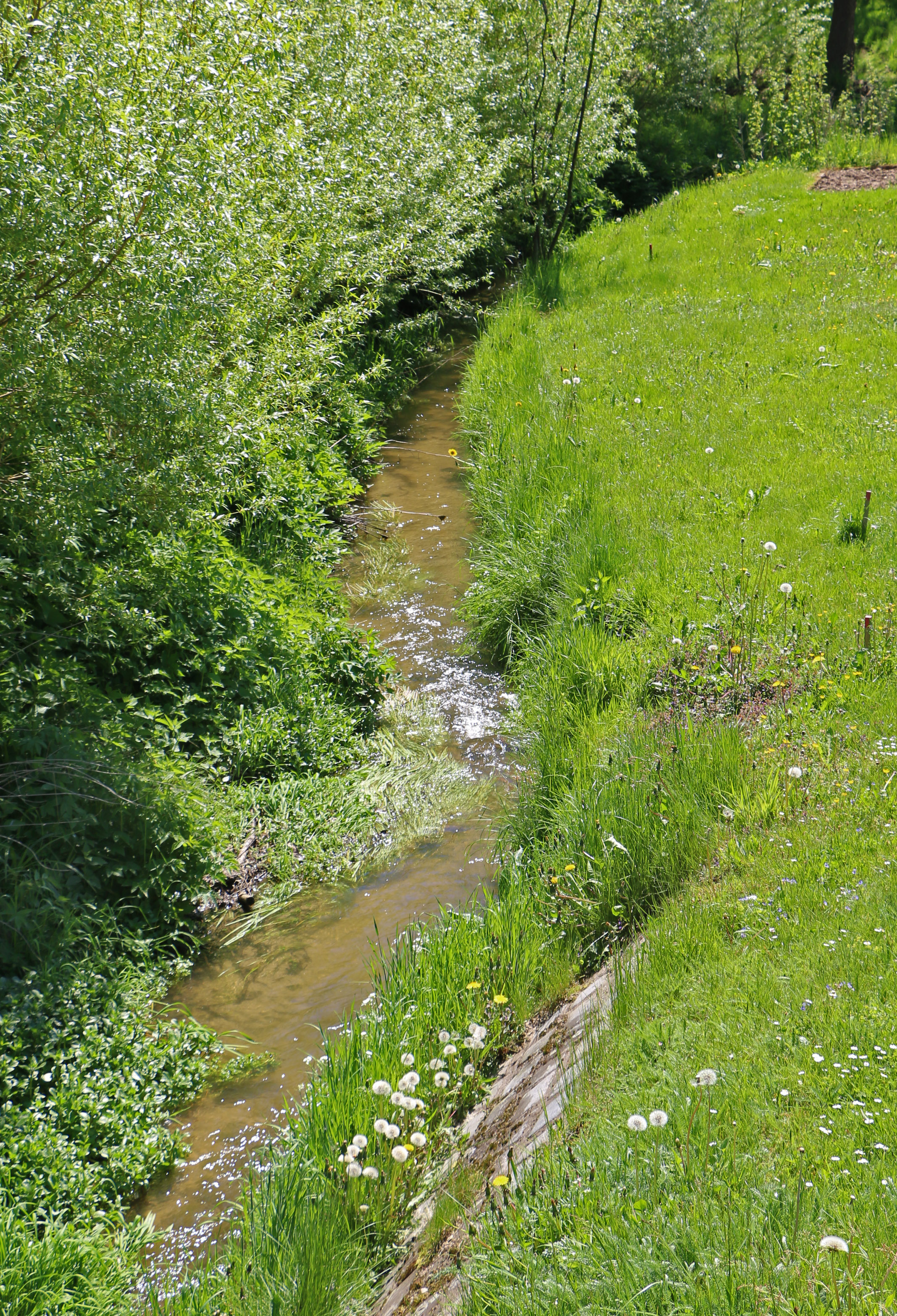
Novoveskýbeek (2017)